# Clemensia cincinnata
Clemensia cincinnata är en fjärilsart som beskrevs av William Schaus 1911. Clemensia cincinnata ingår i släktet Clemensia och familjen björnspinnare. Inga underarter finns listade i Catalogue of Life.